# Захари Торманов
Захари Емилов Торманов е български юрист, адвокат и университетски преподавател - доцент по облигационно и търговско право в Юридическия факултет на УНСС. През 2019 г. е избран за декан на същия факултет. От 1996 г. е вписан и упражнява адвокатска дейност.

## Биография
Захари Торманов е роден в град Златоград през 1970 г. Висшето си образование със степен магистър завършва в Софийския университет, където се дипломира в специалност право, а по-късно и специалност „Управление и организация“ в същия университет. Работи като адвокат от 1996 г. През 2004 г. постъпва като асистент в катедра „Гражданскоправни науки“ при Юридическия факултет на УНСС г. Там през 2012 г. придобива докторска степен по гражданско и семейно право след защитата на дисертационния си труд „Договор за организирано туристическо пътуване“. Две години по-късно се хабилитира като доцент в същия факултет.
Води семинарни занятия и лекции по търговско и облигационно право на студентите юристи, както и основи на правото на студенти по икономика. Автор е на учебник по търговско право, 5 монографии в областта на търговските договори, както и на множество статии в областта на частното право.